# ناحیه ورمیلیون لیک، شهرستان سنت لوئیس، مینه‌سوتا
ناحیه ورمیلیون لیک، شهرستان سنت لوئیس، مینه‌سوتا (به انگلیسی: Vermilion Lake Township, St. Louis County, Minnesota) یک سکونتگاه مسکونی در ایالات متحده آمریکا است که در شهرستان سنت لوئیس، مینه‌سوتا واقع شده‌است.

## خصوصیات
ناحیه ورمیلیون لیک ۹۴٫۸ کیلومترمربع مساحت و ۲۷۸ نفر جمعیت دارد و ۴۲۳ متر بالاتر از سطح دریا واقع شده‌است.